# José Gallostra y Frau
José Gallostra y Frau (Peralta (Navarra) 23 d'abril de 1833 - Madrid, 14 de febrer de 1888) va ser jurista i polític espanyol, Ministre d'Hisenda des del 13 d'octubre de 1883 al 18 de gener de 1884, al govern de José de Posada Herrera.

## Vida
Llicenciat en Dret per la Universitat Central de Madrid, en fou el primer doctorat en Dret Administratiu. Va exercir el càrrec de professor interí en aquesta matèria fins que va obtenir per oposició, el 1852, una modesta plaça d'oficial auxiliar del Consell d'Estat. Protegit per Posada Herrera, que coneixia els seus rellevants dots i d'honradesa, va ser governador civil de sis províncies successives durant els governs de la Unió Liberal, i en totes va deixar bon record (Salamanca 1861-1862; Albacete 1862; Alacant 1863; Burgos 1863; Múrcia 1864; Biscaia 1864; Valladolid 1865-1866). Va ser també Ordenador general de pagaments del Ministeri de la Governació (1866), secretari general del Consell d'Estat, director del Contenciós, advocat de Beneficència i catedràtic auxiliar de la UCM.
Pertangué a la Unió Constitucional i va ser elegit diputat per Palència a les eleccions generals espanyoles de 1871, per Puerto Rico el 1872 i per Ciudad Real el 1876. El 1879l va ser elegit senador per Valladolid, i l'any 1881 Práxedes Mateo Sagasta el va nomenar senador vitalici. Va defensar a la Cambra l'aplicació del projecte de Llei del Jurat als negocis civils.
Va exercir de Ministre d'Hisenda al breu govern de Posada Herrera, entre octubre de 1883 i gener de 1884.

## Obres
- Lo contencioso administrativo (1881).
- Colección bibliográfica de lo contecioso-administrativo (1882).
- Código de comercio español (1887).